# Grégoire Saucy
Gregóire Saucy (Bassecourt, 29 de dezembro de 1999) é um automobilista suíço. Em 2021, ele conquistou o título do Campeonato Europeu Regional de Fórmula pela Alpine.

## Carreira

### V de V Challenge Monoplace
O primeiro ano de Saucy em monopostos foi em 2016, quando pilotou pela equipe luxemburguesa RC Formula no V de V Challenge Monoplace. Os 3 pódios que Saucyobteve, lhe dando o 4º lugar no campeonato foram todos segundos lugares nas três corridas do Circuito de Nevers Magny-Cours.

### Fórmula 4 Alemã
Saucy correu sua primeira temporada na Fórmula 4 Alemã em 2018, onde correu como piloto convidado pela Jenzer Motorsport, assim como fez no ano anterior no campeonato italiano de Fórmula 4. Nas duas corridas em que correu, ele terminou em 11º e 5º. Em 2019 ele correu pela equipe R-ace GP, onde terminou no pódio duas vezes. Saucy terminou a temporada em 9º lugar, 28 pontos atrás de seu companheiro de equipe, o russo Michael Belov.

### Fórmula 4 Italiana
A Jenzer Motorsport contratou Saucy para correr por eles em 2017 como piloto convidado no Campeonato Italiano de F4. Nas 6 corridas em que participou, Saucy terminou nos pontos duas vezes, ambas no Circuito de Mugello. Em 2018, Saucy correu mais uma vez com Jenzer até a última corrida da temporada, onde fez a mudança para a equipe francesa R-ace GP, seu melhor resultado foi um 5º lugar, e ele também marcou uma pole position dupla na terceira rodada em Monza. Após a última corrida de 2018, Saucy pilotou pela R-ace GP em 2019, onde terminou a temporada em 15º, competindo em apenas 3 rodadas.

### Eurocopa de Fórmula Renault
O primeiro ano de Saucy na Fórmula Renault foi em 2017, quando correu pela equipe AVF by Adrian Valles. Saucy correu nas duas últimas rodadas da temporada 2019 da Eurocopa de Fómula Renault pela R-ace GP, onde terminou em 5º em sua primeira corrida e 12º na terceira corrida. Em 2020, Saucy correu pela ART Grand Prix ao lado de Paul Aron e Victor Martins, onde ficou em sétimo na classificação, tendo terminado no pódio em duas ocasiões.

### Fórmula Regional
Para 2021, Saucy permaneceu com a ART Grand Prix competindo no Campeonato de Fórmula Regional Europeia pela Alpine, uma fusão entre a Eurocopa de Fórmula Renault e o Campeonato de Fórmula Regional Europeia. Seus companheiros de equipe são Gabriele Minì e Thomas ten Brinke. Ele começou a temporada de forma dominante, vencendo a segunda corrida da temporada em Imola e em seguida com duas vitórias em Barcelona. Depois de uma rodada sem pontos em Mônaco e uma desqualificação na França, devido a uma parte ter sido remontada na posição errada após as verificações pós-corrida, ele voltou às vitórias na segunda corrida em Paul Ricard. O piloto suíço dominou o fim de semana seguinte no circuito de Zandvoort com duas pole position e duas vitórias. Saucy começou a primeira corrida em Spa-Francorchamps em 24º após uma sessão de qualificação confusa, mas ele fez uma ótima corrida de recuperação e recebeu a bandeira quadriculada em oitavo. Na segunda corrida no circuito belga, Saucy começou da pole-position e alcançou sua sétima vitória da temporada. Na sétima rodada do campeonato, Saucy voltou a ganhar a corrida, desta vez herdando o primeiro lugar do pódio após uma penalidade tardia aplicada ao vencedor original, Franco Colapinto, por exceder os limites da pista. Saucy marcou seu primeiro pódio que não foi uma vitória na rodada seguinte, chegando em terceiro na corrida 2 em Valência, e foi para a penúltima rodada com uma vantagem de 78 pontos sobre seu rival mais próximo, Hadrien David. Ele então terminou a primeira corrida em Mugello em quinto lugar, e com seu adversário francês terminando em 23º, Saucy foi coroado campeão com três corridas de antecedência.

### Campeonato de Fórmula 3 da FIA
Em 5 de novembro de 2021, foi anunciado que Crawford havia sido contratado pela equipe ART Grand Prix para a disputa do Campeonato de Fórmula 3 da FIA de 2022. Ele permaneceu com a equipe para a disputa da temporada de 2023.

### Formula E
Em maio de 2024, Saucy foi escolhido pela NEOM McLaren Formula E Team para participar do teste de novatos em Berlim.

## Resultados na carreira

### Sumário
| Temporada | Categoria                               | Equipe               | Corridas | Vitórias | Poles | V. Rápidas | Pódios | Pontos | Classificação |
| --------- | --------------------------------------- | -------------------- | -------- | -------- | ----- | ---------- | ------ | ------ | ------------- |
| 2016      | V de V Challenge Monoplace              | RC Formula           | 3        | 0        | 0     | 0          | 0      | 661    | 4°            |
| 2016      | V de V Challenge Monoplace              | GSK Grand Prix       | 18       | 0        | 2     | 1          | 3      | 661    | 4°            |
| 2017      | Eurocopa de Fórmula Renault             | AVF by Adrián Vallés | 4        | 0        | 0     | 0          | 0      | 0      | 26°           |
| 2017      | Campeonato Italiano de F4               | Jenzer Motorsport    | 6        | 0        | 0     | 0          | 0      | 7      | NC†           |
| 2018      | Campeonato de Fórmula 4 ADAC            | Jenzer Motorsport    | 2        | 0        | 0     | 0          | 0      | 0      | NC†           |
| 2018      | Campeonato Italiano de F4               | Jenzer Motorsport    | 18       | 0        | 2     | 1          | 0      | 63     | 11°           |
| 2018      | Campeonato Italiano de F4               | R-ace GP             | 3        | 0        | 0     | 0          | 0      | 63     | 11°           |
| 2019      | Eurocopa de Fórmula Renault             | R-ace GP             | 4        | 0        | 0     | 0          | 0      | 0      | NC†           |
| 2019      | Campeonato Italiano de F4               | R-ace GP             | 9        | 0        | 0     | 0          | 0      | 28     | 15°           |
| 2019      | Campeonato de Fórmula 4 ADAC            | R-ace GP             | 20       | 0        | 0     | 0          | 2      | 95     | 9°            |
| 2020      | Eurocopa de Fórmula Renault             | ART Grand Prix       | 20       | 0        | 0     | 0          | 2      | 95,5   | 7°            |
| 2020      | Toyota Racing Series                    | Giles Motorsport     | 15       | 0        | 0     | 0          | 2      | 220    | 6°            |
| 2021      | Campeonato de Fórmula Regional Europeia | ART Grand Prix       | 20       | 8        | 8     | 2          | 10     | 277    | 1°            |

† Saucy era um piloto convidado e não estava elegível para os pontos.
* Temporada ainda em progresso.

### Resultados completos no Campeonato de Fórmula Regional Europeia
| Year | Team           | 1     | 2     | 3     | 4     | 5      | 6       | 7       | 8     | 9     | 10    | 11    | 12    | 13    | 14    | 15     | 16    | 17    | 18    | 19    | 20     | Clas. | Pontos |
| ---- | -------------- | ----- | ----- | ----- | ----- | ------ | ------- | ------- | ----- | ----- | ----- | ----- | ----- | ----- | ----- | ------ | ----- | ----- | ----- | ----- | ------ | ----- | ------ |
| 2021 | ART Grand Prix | IMO15 | IMO21 | CAT11 | CAT21 | MCO122 | MCO2Ret | LEC1DSQ | LEC21 | ZAN11 | ZAN21 | SPA18 | SPA21 | RBR15 | RBR21 | VAL112 | VAL23 | MUG15 | MUG23 | MNZ14 | MNZ210 | 1     | 277    |